# PTT Pattaya Open 2010
Il PTT Pattaya Open 2010 è stato un torneo femminile di tennis giocato sul cemento.
È stata la 19ª edizione del PTT Pattaya Open (formalmente conosciuto come Pattaya Women's Open) 
che fa parte della categoria International nell'ambito del WTA Tour 2010.
Si è giocato al Dusit Thani Hotel di Pattaya in Thailandia dall'8 al 14 febbraio 2010.

## Partecipanti

### Teste di serie
| Giocatrice | Nazionalità       | Ranking* | Testa di serie |
| ---------- | ----------------- | -------- | -------------- |
| Russia     | Vera Zvonarëva    | 14       | 1              |
| Germania   | Sabine Lisicki    | 25       | 2              |
| Russia     | Vera Duševina     | 40       | 3              |
| Kazakistan | Jaroslava Švedova | 48       | 4              |
| Austria    | Sybille Bammer    | 50       | 5              |
| India      | Sania Mirza       | 59       | 6              |
| Giappone   | Kimiko Date Krumm | 62       | 7              |
| Germania   | Julia Görges      | 67       | 8              |

- 1 * Ranking al 1º febbraio 2010.

### Altre partecipanti
Giocatrici che hanno ricevuto una Wild card:
- Noppawan Lertcheewakarn
- Suchanan Viratprasert
- Varatchaya Wongteanchai

Giocatrici passate dalle qualificazioni:
- Anna Gerasimou
- Sacha Jones
- Nudnida Luangnam
- Zhou Yi-Miao

## Campionesse

### Singolare
Vera Zvonarëva ha battuto in finale  Tamarine Tanasugarn 6–4, 6–4

### Doppio
Marina Eraković /  Tamarine Tanasugarn hanno battuto in finale  Anna Čakvetadze /  Ksenija Pervak 7–5, 6–1